# Ordonnance du Nord-Ouest

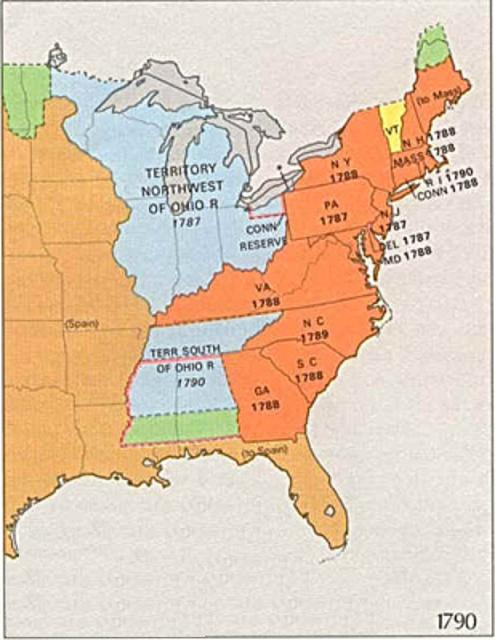
Le territoire du Nord-Ouest en 1787.

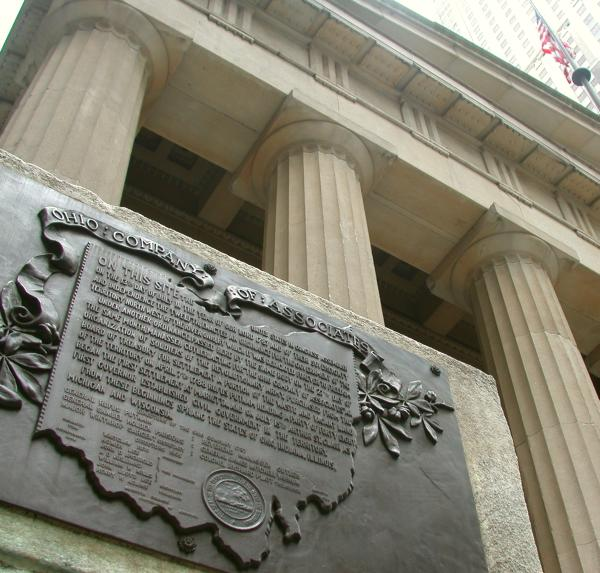
Plaque commémorant l'ordonnance de 1787. Federal Hall, New York (qui était la capitale provisoire des États-Unis en 1787)

L'ordonnance du Nord-Ouest (en anglais Northwest Ordinance) est une loi votée par le Congrès de la Confédération américain le 13 juillet 1787. Elle entraîna la formation du premier territoire organisé par les États-Unis : le territoire du Nord-Ouest (voir la carte), situé au sud des Grands Lacs, au nord de l'Ohio et à l'est du Mississippi. Elle établit pour tout le XIXe siècle les modalités de la croissance des États-Unis vers l'ouest. L'interdiction de l'esclavage dans le territoire du Nord-Ouest établit de fait la limite entre les États esclavagistes et les autres sur l'Ohio.

## Histoire
La vallée de l'Ohio (en anglais Ohio Country) fut intégré à l'empire colonial britannique d'Amérique du Nord après le traité de Paris (1763). Par la proclamation royale de 1763, les colons américains ne furent pas autorisés à s'y installer : cette frustration fut l'une des causes du mécontentement des colons américains, qui amena la révolution américaine et la guerre d'indépendance américaine. Le territoire fit également l'objet de revendications entre les différents États proches du Massachusetts, Connecticut, New York, et Virginie, créant des tensions au sein de l'Union dès les années 1780. Le traité de Paris mit fin à la guerre contre l'Angleterre et consacra l'expansion des États-Unis à l'ouest des Appalaches. Afin de calmer les tensions entre États et de limiter la spéculation foncière, Thomas Jefferson fut le premier à proposer un plan d'organisation : les nouveaux territoires devaient selon lui être divisés en dix districts, dont chacun deviendrait un État de l'Union dès qu'ils auraient atteint un certain poids démographique. Bien que ce plan n'ait pas été retenu par le Congrès, il inspira fortement l'ordonnance de 1787. En 1785, le Congrès mit en vente le domaine public, divisé en municipalités (townships).

## Contenu et effets de l'ordonnance
- Le territoire passe sous l'administration directe du Congrès qui nomme son gouverneur et ses juges[1].
- Il obtient ses propres assemblées dès que le seuil des 5 000 habitants mâles est dépassé.
- Lorsqu'il atteint une population totale de 60 000 habitants, le territoire peut demander son entrée dans l'Union
- L'ordonnance garantit les droits fondamentaux en matière de justice, de culte et d'éducation[1].
- Interdiction de l'esclavage dans le territoire du Nord-Ouest

## Importance et conséquences
L'ordonnance du Nord-Ouest est considérée comme le plus grand accomplissement du Congrès de la Confédération, hormis la victoire de la guerre d'indépendance. Elle établit les modalités de gestion des territoires, et celles de l'accession au statut d'État, en se détachant des politiques menées jusqu'alors par les puissances européennes, qui, lorsqu'elles acquéraient de nouveaux territoires, en faisaient des colonies ou des provinces de moindre importance, soumises à l'autorité centralisatrice de la métropole. C'était précisément ce sentiment d'être traités comme des citoyens de seconde classe, à la vie régie par une assemblée lointaine dans laquelle ils n'étaient pas représentés, qui avaient mené les colons américains à la révolte. Grâce à l'ordonnance du Nord-Ouest, les Américains étaient assurés de conserver tous leurs droits en allant s'installer dans un territoire nouvellement établi, et que tout nouveau territoire avait la possibilité, une fois suffisamment peuplé, de rejoindre l'union sur un pied d'égalité avec les autres États déjà constitués.
La frontière établie par la rivière Ohio dans l'ordonnance devint plus tard la frontière culturelle symbolique entre Nord et Sud (et sera poursuivie par la ligne Mason-Dixon), et l'équilibre fragile entre le nombre d'États esclavagistes (slave states) au sud de cette frontière symbolique, et d'États non-esclavagistes (free states) au nord, fut tantôt menacé tantôt maintenu à chaque nouvelle adhésion d'État au XIXe siècle, nourrissant les tensions internes jusqu'à la guerre de Sécession.